# Fontanella del Rione Monti
Fontanella del Rione Monti, även benämnd Fontana dei Monti, är en fontän vid kyrkan Santi Vito e Modesto vid Via di San Vito i Rione Esquilino (tidigare Rione Monti) i Rom. Fontänen utfördes av Pietro Lombardi och invigdes år 1927. Fontänen förses med vatten från Acqua Marcia.

## Beskrivning
År 1925 beställde Governatorato di Roma nio rione-fontäner av arkitekten och skulptören Pietro Lombardi. Syftet med dessa fontäner var att de skulle avspegla respektive riones särskilda karaktär. Lombardi skulpterade därför stiliserade berg dekorerade med stjärnor, ett motiv som alluderar på Rione Montis emblem.

## Bilder
| - Fontanella del Rione Monti. - Emblem för Rione Monti. |

### Webbkällor
- ”Fontanella rionale di Monti” (på italienska). info.roma.it. Arkiverad från originalet den 15 augusti 2021. https://archive.md/lYhFw. Läst 15 augusti 2021.